# Japansk näktergal
Japansk näktergal (Larvivora akahige) är en östasiatisk tätting som numera placeras i familjen flugsnappare. Den häckar i bergsskogar i Japan, men även i Kurilerna och på Sachalin. Vintertid flyttar den så långt som till södra Kina och kan då ses även i trädgårdar och parker. Tidigare ansågs den vara nära släkting med rödhaken, därav det tidigare svenska namnet japansk rödhake, men genetiska studier har visat att de inte står nära varandra. Izunäktergalen på Izuöarna kategoriserades tidigare som underart till japansk näktergal, men urskiljs idag som egen art. Beståndet anses vara livskraftigt.

## Kännetecken

### Utseende

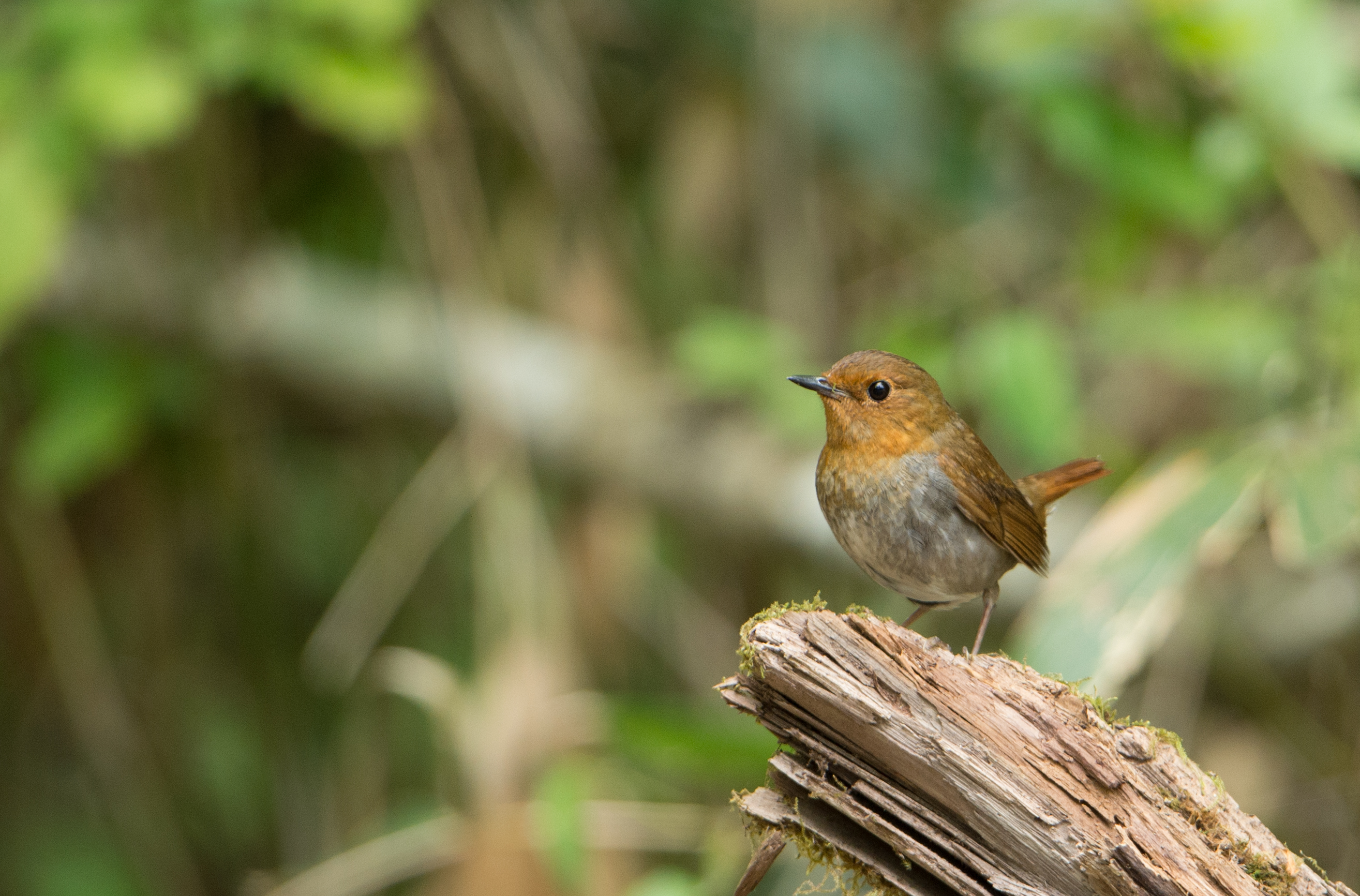
Hona japansk näktergal.

Japansk näktergal är en 14–15 cm lång fågel, lik utseendet ytligt lik den europeiska rödhaken men ej nära släkt. Hanen är lätt att känna igen med enfärgat rostorange på panna, huvudsida, strup och övre delen av bröstet. Ovansidan är rostbrun, stjärten med inslag av kastanjebrunt. Tvärs över nedre delen av bröstet syns ett svartaktigt band, medan flankerna är skiffergrå. Honan liknar hanen, men är brunare på bröst och flanker samt mattare på huvudet. Populationen på Izuöarna (tanensis), av vissa behandlade som en egen art, saknar det svarta bröstbandet och är blek längst in på undre näbbhalvan (övriga populationer har svart näbb).

### Läte
Sången består av en serie väl åtskilda, darrande fraser, var och en med en inledningston. Taxonet tanensis har mer stammande och utdragen men mindre drillande sång. Bland lätena hörs tunna och metalliska "tsip".

## Utbredning och systematik
Japansk näktergal delas upp i tre underarter med följande utbredning:
- Larvivora akahige akahige – förekommer på södra Kurilerna, Sachalin och Japan, övervintrar till södra Kina
- Larvivora akahige rishirensis – förekommer på Rishiri (utanför nordvästra Hokkaido)

Tidigare inkluderades izunäktergalen (Larvivora tanensis) i arten, men urskiljs sedan 2016 av Birdlife International som en egen art på basis av skillnader i utseende, sång, biotop och det faktum att den är stannfågel. Tongivande eBird/Clements följde efter 2022 och International Ornithological Congress 2023.

### Släktes- och familjetillhörighet
Japansk näktergal har tidigare förts till släktet Erithacus och därmed betraktats som en nära släkting till rödhaken, därav det tidigare namnet japansk rödhake. Flera genetiska studier visar dock att den inte alls är nära släkt utan snarare står nära några östasiatiska arter som traditionellt placeras i släktet Luscinia, som i sin tur endast är avlägset släkt med övriga arter i Luscinia. De placeras därför numera tillsammans i ett eget släkte, Larvivora. Den europeiska rödhaken är istället del av en grupp med afrikanska trastliknande flugsnappare.
Japansk näktergal liksom buskskvättor, stenskvättor, stentrastar och rödstjärtar ansågs länge vara små trastar. DNA-studier visar dock att de är marklevande flugsnappare (Muscicapidae) och förs därför numera till den familjen.

## Levnadssätt
Japansk näktergal häckar i fuktig och tät undervegetation utmed vattendrag i bergsskogar. I vinterkvarteren hittas den i städsegrön skog, parker och trädgårdar upp till 1525 meters höjd. Den födosöker på marken och i låga buskar, ibland mer öppet på stigar, på jakt efter bland annat skalbaggar. Fågeln häckar mellan maj och juni på Sachalin, till mitten av juli i Japan.

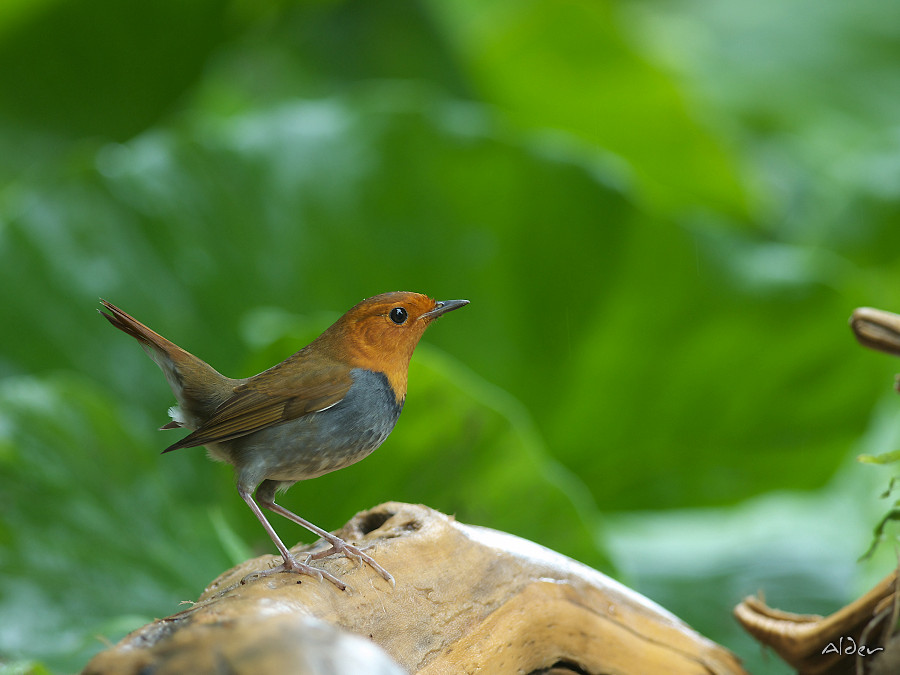

## Status och hot
Arten har ett stort utbredningsområde, men tros minska i antal, dock inte tillräckligt kraftigt för att den ska betraktas som hotad. Internationella naturvårdsunionen IUCN listar arten som livskraftig (LC).

## Namn
Coenraad Jacob Temminck som beskrev både japansk näktergal och dess nära släkting ryukyunäktergal gav dem de vetenskapliga namnen akahige respektive komadori efter deras japanska namn, men blandade ihop dem. Komadori betyder "hästfågel", syftande på den japanska näktergalens sång som ska likna en gnäggade häst. Akahige för ryukyunäktergalen betyder "rött skägg", vilket är än mer förrvirrande med tanke på att det är den japanska näktergalen som har rött "skägg", medan ryukyunäktergalen har svart. Dock tros Akahige, även om det använts i ett par hundra år, vara en förvridning av det ursprungliga Akaike som betyder "rött hår", vilket mer stämmer överens med ryukyunäktergalens djupt rödbruna ovansida.